# Сендфорд Флемінг
Сер Сендфорд Флемінг (англ. Sandford Fleming; 7 січня 1827, Керколді, Шотландія — 22 липня 1915, Галіфакс, Канада) — інженер та винахідник, який створив залізничну мережу Канади.
У 1878 році, після того, як він спізнився на поїзд, йому до голови прийшла думка універсального часу і часових поясів. Він повторив це на конференції Королівського Канадського інституту. Ідея була зустрінута з цікавістю. З тих пір Флемінг з великою енергією почав упроваджувати свою ідею на практиці. У 1884 році ця система була прийнята в усьому світі.
Він також був ініціатором і промоутером проекту пов'язування Північної Америки і Великої Британії трансатлантичним телеграфним кабелем. Цей проект був завершений в 1902 році.
Він також є дизайнером перших канадських поштових марок.